# 芒柄花
芒柄花（学名：Ononis arvensis）为豆科芒柄花属下的一个种。

## 扩展阅读
- 維基物種上的相關：芒柄花